# فرودگاه شهری راسلویل
فرودگاه شهری راسلویل (به انگلیسی: Russellville Municipal Airport) (به زبان بومی: Bill Pugh Field) یک فرودگاه همگانی است. این فرودگاه در شهر راسلویل کشور ایالات متحده آمریکا قرار دارد و در ارتفاع ۲۲۰ متری از سطح دریا واقع شده است.